# Літопис журнальних статей
«Лі́топис журна́льних стате́й» — державний бібліографічний покажчик. Містить аналітичну бібліографічну інформацію про статті, документальні матеріали, твори художньої літератури, опубліковані в журналах, періодичних і продовжуваних виданнях, бюлетенях, що виходять в Україні і відібрані в базу даних «Літопис журнальних статей» Книжковою палатою України.
Видається Книжковою палатою України з 1936 року двічі на місяць.

## 2011
Палатою опублікований орієнтовний Список журналів, матеріали з яких буде відібрано в базу даних «Літопис журнальних статей» у 2011 році.
У список включені:
- загальнонаціональні наукові, суспільно-політичні, літературно-художні журнали і збірники,
- періодичні та продовжувані видання:
  - Державних академічних установ України, їхніх філій, інститутів, науково-дослідних закладів;
  - бібліотек;
  - архівів;
  - музеїв;
  - органів законодавчої та виконавчої влади.

Список журналів, матеріали з яких буде відібрано в базу даних «Літопис журнальних статей» у 2011 році.
1. Автоматизація виробничих процесів
2. Автоматизовані системи управління і нові інформаційні технології
3. Автоматика. Автоматизация. Электротехнические комплексы и системы
4. Автоматическая сварка
5. Агапіт
6. Аграрна наука і освіта
7. Агроекологічний журнал
8. Агроекологія і біотехнологія
9. Агрохімія і ґрунтознавство
10. Адвокат
11. Адгезия расплавов и пайка материалов
12. Актуальні культурно-мистецькі проблеми. Організаційний аспект
13. Актуальні проблеми державного управління
14. Актуальні проблеми економіки
15. Актуальні проблеми прикладної генетики, селекції та біотехнології рослин
16. Актуальні проблеми психології / Ін-т психології ім. Г. С. Костюка АПН України
17. Актуальні проблеми слов'янської філології
18. Актуальні проблеми транспортної медицини: довкілля, професійне здоров'я, патологія
19. Акустичний вісник
20. Альгология
21. Археологический альманах
22. Археологічні відкриття в Україні
23. Археологічні студії
24. Археологія
25. Архіви України
26. Архівознавство. Археографія. Джерелознавство
27. Астма та алергія
28. Банки та банківські системи
29. Банки та банківські системи країн світу
30. Банківська справа
31. Березіль
32. Библиотеки Национальных академий наук: проблемы функционирования, тенденции развития
33. Бібліотекознавство. Документознавство. Інформологія
34. Бібліотечна планета
35. Бібліотечний вісник
36. Бібліотечний форум України
37. Біль, знеболювання і інтенсивна терапія
38. Біологія і хімія в школі
39. Біологія тварин
40. Біополімери і клітина
41. Біотехнологія
42. Близькосхідний кур'єр
43. Боротьба з організованою злочинністю і корупцією
44. Боспорские исследования
45. Бранта
46. Брега Тавриды
47. Будівельні конструкції
48. Будівництво України
49. Бухгалтерія в сільському господарстві
50. Бухгалтерський облік і аудит
51. Бюлетень Державного Нікітського ботанічного саду
52. Бюлетень Інституту зернового господарства
53. Бюлетень Інституту сільськогосподарської мікробіології УААН
54. Вестник зоологии
55. Вестник неотложной и восстановительной медицины
56. Вестник физиотерапии и курортологии
57. Весь транспорт
58. Ветеринарна біотехнологія
59. Ветеринарна медицина
60. Ветеринарна медицина України
61. Вибори та демократія
62. Визвольний шлях
63. Вимірювальна та обчислювальна техніка в технологічних процесах
64. Виноградарство и виноделие
65. Виноградарство і виноробство
66. Вища освіта України
67. Вища школа
68. Вівчарство
69. Відбір і обробка інформації
70. Відлуння віків
71. Відновлювана енергетика
72. Вісник аграрної науки
73. Вісник аграрної науки Південного регіону
74. Вісник геодезії та картографії
75. Вісник Державної академії керівних кадрів культури і мистецтв Міністерства культури і мистецтв України
76. Вісник економічної науки України
77. Вісник зоології
78. Вісник Інституту економічного прогнозування НАН України
79. Вісник Інституту тваринництва центральних районів УААН
80. Вісник Книжкової палати
81. Вісник Львівського університету. Серія : Книгознавство, бібліотекознавство та інформаційні технології
82. Вісник морської медицини
83. Вісник морфології
84. Вісник Національного банку України
85. Вісник Національної академії державного управління при Президентові України
86. Вісник Національної академії наук України
87. Вісник Національної академії оборони України
88. Вісник Одеського національного університету. Серія : Бібліотекознавство, бібліографознавство, книгознавство
89. Вісник проблем біології і медицини
90. Вісник прокуратури
91. Вісник психіатрії та психофармакотерапії
92. Вісник соціальної гігієни та організації охорони здоров'я України
93. Вісник стоматології
94. Вісник фармації
95. Вісті Біосферного заповідника "Асканія-Нова"
96. Вітчизна
97. Віче
98. Водне господарство України
99. Воєнна історія
100. Волинь—Житомирщина: історико-філологічний збірник з регіональних проблем
101. Вопросы атомной науки и техники
102. Вопросы химии и химической технологии
103. Всесвіт
104. Всесвітня література в середніх навчальних закладах України
105. Всесвітня література та культура в навчальних закладах України
106. Генетичні ресурси рослин
107. Географія та основи економіки в школі
108. Геоінформатика
109. Геолог України
110. Геология и полезные ископаемые Мирового океана
111. Геологічний журнал
112. Геологія і геохімія горючих копалин
113. Геополітика і екогеодинаміка регіонів
114. Геотехническая механика
115. Геофизический журнал
116. Геохімія і рудоутворення
117. Гидробиологический журнал
118. Гігієна праці
119. Гідромеханіка
120. Гілея
121. Голокост і сучасність. Студії в Україні і світі
122. Демографія та соціальна економіка
123. Держава і право
124. Держава та регіони. Серія : Гуманітарні науки
125. Держава та регіони. Серія : Державне управління
126. Держава та регіони. Серія : Економіка та підприємництво
127. Держава та регіони. Серія : Право
128. Державне будівництво та місцеве самоврядування
129. Державне управління та місцеве самоврядування
130. Дерматологія та венерологія
131. Дефектологія
132. Дзвін
133. Дивослово
134. Дидактичні та соціально-психологічні аспекти корекційної роботи у спеціальній школі
135. Директор типографии
136. Директор школи, ліцею, гімназії
137. Діагностика, довговічність та реконструкція мостів і будівельних конструкцій
138. Діалог культур: Україна у світовому контексті. Мистецтво і освіта
139. Діалог. Історія, політика, економіка
140. Дніпро
141. Довкілля та здоров'я
142. Доля старообрядства в ХХ
143. Доповіді Національної академії наук України
144. Дослідження світової політики. Проблеми і судження Інституту світової економіки і міжнародних відносин НАН України
145. Досягнення біології та медицини
146. Дошкільне виховання
147. Друкарство
148. Ейдос
149. Екологічна безпека прибережної та шельфової зон та комплексне використання ресурсів шельфу
150. Екологія довкілля та безпека життєдіяльності
151. Екологія і природокористування
152. Екологія моря
153. Екологія та ноосферологія
154. Економіка АПК
155. Економіка і прогнозування
156. Економіка природокористування і охорони довкілля
157. Економіка промисловості
158. Економіка промисловості України
159. Економіка розвитку
160. Економіка та держава
161. Економіка та право
162. Економіка України
163. Економіко-математичне моделювання соціально-економічних систем
164. Економіст
165. Економічна кібернетика
166. Економічна теорія
167. Економічний часопис
168. Економічний часопис-XXI
169. Економічні інновації
170. Експериментальна онкологія
171. Експериментальна та клінічна фізіологія і біохімія
172. Експерт мистецтва
173. Електронна мікроскопія та міцність матеріалів
174. Електротехніка і електромеханіка
175. Ендокринологія
176. Енергозберігаючі технології вирощування зернових культур у степу України
177. Журнал Академії медичних наук України
178. Журнал вушних, носових і горлових хвороб
179. Журнал європейської економіки
180. Журнал математической физики, анализа, геометри
181. Журнал органічної та фармацевтичної хімії
182. Журнал фізичних досліджень
183. Журналіст України
184. Зайнятість та ринок праці
185. Залізничний транспорт України
186. Записки Львівської наукової бібліотеки ім. В. Стефаника
187. Записки Українського мінералогічного товариства
188. Зарубіжна література в навчальних закладах
189. Зарубіжна література в школах України
190. Захист і карантин рослин
191. Захист інформації
192. Захист рослин
193. Збірка наукових праць Інституту надтвердих матеріалів ім. В. М. Бакуля НАН України
194. Збірник наукових праць / Ін-т пробл. моделювання в енергетиці ім. Г. Є. Пухова НАН України
195. Збірник наукових праць Академії образотворчого мистецтва і архітектури "Українська академія мистецтва"
196. Збірник наукових праць Інституту геологічних наук НАН України
197. Збірник наукових праць Інституту геохімії навколишнього середовища НАН України та МНС України
198. Збірник наукових праць Інституту економіко-правових досліджень НАН України
199. Збірник наукових праць Інституту кібернетики імені В. М. Глушкова НАН України
200. Збірник наукових праць Інституту луб'яних культур УААН
201. Збірник наукових праць Інституту психології ім. Г. С. Костюка АПН України
202. Збірник наукових праць Інституту цукрових буряків УААН
203. Збірник наукових праць Інституту ядерних досліджень НАН України
204. Збірник наукових праць Науково-дослідного центру періодики
205. Збірник наукових праць Національного наукового центру "Інститут землеробства УААН"
206. Збірник наукових праць Селекційно-генетичного інституту УААН
207. Збірник наукових праць Української академії мистецтв
208. Збірник праць Інституту математики Національної академії наук України
209. Збірник праць Науково-дослідного центру періодики
210. Здоровье женщины
211. Здоровье мужчины
212. Землевпорядкування
213. Землеробство
214. Імунологія та алергологія
215. Інститут світової економіки і міжнародних відносин
216. Інтегровані технології та енергозбереження
217. Інтелектуальна власність
218. Інтродукція рослин
219. Інфекційні хвороби
220. Інформаційні технології і системи
221. Інформаційні технології та комп'ютерна інженерія
222. Історико-географічні дослідження в Україні
223. Історичний журнал
224. Історіографічні дослідження в Україні
225. Історія в школах України
226. Історія народного господарства та економічної думки України
227. Історія України. Маловідомі імена, події, факти
228. Картоплярство України
229. Катализ и нефтехимия
230. Керуючі системи та машини
231. Кибернетика и вычислительная техника
232. Кібернетика та системний аналіз
233. Київ
234. Київська старовина
235. Кинематика и физика небесных тел
236. Кіно-Театр
237. Клінічна анатомія та оперативна хірургія
238. Клінічна ендокринологія та ендокринна хірургія
239. Клінічна фармація
240. Клінічна хірургія
241. Коммунальное хозяйство городов
242. Комп'ютерні технології друкарства
243. Композиционные и полимерные материалы
244. Комп'ютер у школі та сім'ї
245. Комп'ютерні засоби, мережі та системи
246. Компьютерная математика
247. Конфліктологічна експертиза: теорія і методика
248. Корми і кормовиробництво
249. Космічна наука і технологія
250. Культура і сучасність
251. Культура народов Причерноморья
252. Культура слова
253. Культурологічна думка
254. Лабораторна діагностика
255. Лаврський альманах
256. Лікарська справа
257. Ліки
258. Лінгвістика
259. Літературознавчі обрії. Праці молодих учених України
260. Літопис Національного музею у Львові імені Андрея Шептицького
261. Логистика: проблемы и решения
262. Людина і політика
263. Магарач. Виноградарство и виноделие
264. Малий і середній бізнес.
265. Математика в школі
266. Математическая физика, анализ, геометрия
267. Математичні машини і системи
268. Математичні методи та фізико-механічні поля
269. Материалы по археологии и этнографии Таврии
270. Матеріали до української етнології
271. Матеріали і дослідження з археології Прикарпаття та Волині
272. Матеріали та дослідження з археології Східної України
273. Машинознавство
274. Медична гідрологія та реабілітація
275. Медична освіта
276. Медична реабілітація, курортологія, фізіотерапія
277. Медична хімія
278. Медичні перспективи
279. Медієвістика
280. Международный медицинский журнал
281. Меліорація і водне господарство
282. Металл и литье Украины
283. Металлофизика и новейшие технологии
284. Металлургическая и горнорудная промышленность
285. Металознавство та обробка металів
286. Механізація та електрифікація сільського господарства
287. Механіка і фізика руйнування будівельних матеріалів та конструкцій
288. Механіка твердого тіла
289. Мистецтво та освіта
290. Мистецтвознавство
291. Мистецтвознавчі записки
292. Митна справа
293. Міжнародний медичний журнал
294. Міжнародний туризм
295. Міжнародні зв'язки України: наукові пошуки і знахідки
296. Мікробіологічний журнал
297. Мінералогічний журнал
298. Мінеральні ресурси України
299. Містобудування та територіальне планування. Науково-технічний збірник
300. Мовознавство
301. Моделювання та інформаційні технології
302. Молочна промисловість
303. Молочне і м'ясне скотарство
304. Морской гидрофизический журнал
305. Морський екологічний журнал
306. Мультиверсум. Філософський альманах
307. Навчання і виховання обдарованої дитини: теорія і практика
308. Наноструктурное материаловедение
309. Нариси з історії природознавства і техніки
310. Народна творчість та етнографія
311. Народне мистецтво
312. Народознавчі зошити
313. Наука і оборона
314. Наука і освіта
315. Наука та інновації
316. Наука та наукознавство
317. Наука України у світовому інформаційному просторі
318. Наука. Релігія. Суспільство
319. Наукові записки / НАН України. Інститут політичних і етнонаціональних досліджень ім. І. Ф. Кураса
320. Наукові записки Державного природознавчого музею
321. Наукові записки Інституту психології ім. Г. С. Костюка АПН України
322. Наукові записки. Збірник праць молодих вчених та аспірантів
323. Наукові праці / Нац. б-ка України ім. В. І. Вернадського
324. Наукові праці Кам'янець-Подільського національного університету. Серія : Бібліотекознавство, книгознавство
325. Наукові праці Українського науково-дослідного гідрометеорологічного інституту
326. Наукові праці УкрНДМІ
327. Наукові студії із соціальної та політичної психології. Збірник статей
328. Науково-технічна інформація
329. [[Науково-технічний бюлетень Інституту біології тварин і Державного науково-дослідного контрольного інституту ветпрепаратів та кормових добавок]]
330. Науково-технічний бюлетень Інституту олійних культур УААН
331. Науково-технічний бюлетень Інституту тваринництва УААН
332. Науково-технічний бюлетень Миронівського інституту пшениці ім. В. М. Ремесла
333. Нафтова і газова промисловість
334. Національна безпека і оборона
335. Нейрофизиология
336. Нелінійні граничні задачі
337. Нелінійні коливання
338. Неперервна професійна освіта: теорія і практика
339. Ніжинська старовина
340. Новини енергетики
341. Нові дослідження пам'яток козацької доби в Україні
342. Нові технології
343. Нові технології в будівництві
344. Обладнання та технології харчових виробництв. Тематичний збірник наукових праць
345. Образотворче мистецтво
346. Обробка дисперсних матеріалів та середовищ
347. Обчислювальна та прикладна математика
348. Овочівництво і баштанництво
349. Одеський медичний журнал
350. Онкология
351. Оптоэлектроника и полупроводниковая техника
352. Ортопедия, травматология и протезирование
353. Освіта і управління
354. Офтальмологічний журнал
355. Пам'ятки України: історія та культура
356. Пам'ять століть
357. Парадигма
358. Педагогіка і психологія
359. Педагогіка і психологія професійної освіти
360. Педагогіка і психологія формування творчої особистості: проблеми і пошуки
361. Педагогічний процес: теорія і практика
362. Педагогічні інновації: ідеї, реалії, перспективи
363. Педіатрія, акушерство та гінекологія
364. Передгірне та гірне землеробство і тваринництво
365. Перинатология и педиатрия
366. Персонал
367. Питання боротьби зі злочинністю
368. Питання історії науки і техніки
369. Питання літературознавства
370. Південний архів. Історичні науки
371. Південний архів. Філологічні науки
372. Підприємництво, господарство і право
373. Подъемные сооружения. Специальная техника
374. Поліграфія і видавнича справа
375. Полімерний журнал
376. Політика і час
377. Політичний менеджмент
378. Породоразрушающий и металлообрабатывающий инструмент — техника и технология его изготовления и применения
379. Порошковая металлургия
380. Порты Украины
381. Початкова школа
382. Право і безпека
383. Право України
384. Правова держава
385. Правова інформатика
386. Практична філософія
387. Праці Інституту електродинаміки Національної академії наук України
388. Праці Інституту математики НАН України
389. Праці центру пам'яткознавства
390. Предпринимательство, хозяйство и право
391. Прикладна гідромеханіка
392. Прикладная механика
393. Прикладная радиоэлектроника
394. Принт плюс: папір і поліграфія
395. Просемінарій: Медієвістика. Історія Церкви, науки та культури
396. Проблеми безпеки атомних електростанцій і Чорнобиля
397. Проблеми вивчення історії Української революції — рр.
398. Проблеми екології та медицини
399. Проблеми ендокринної патології
400. Проблеми етномузикології
401. Проблеми і перспективи розвитку банківської системи України
402. Проблеми і перспективи управління в економіці
403. Проблеми історії України XIX
404. Проблеми історії України: факти, судження, пошуки
405. Проблеми корозії та протикорозійного захисту матеріалів
406. Проблеми медичної науки та освіти
407. Проблеми міцності
408. Проблеми науки
409. Проблеми остеології
410. Проблеми прикладної геохімії
411. Проблеми програмування
412. Проблеми радіаційної медицини
413. Проблеми слов'янської ономастики
414. Проблеми сучасного підручника
415. Проблеми сучасної психології
416. Проблеми та перспективи формування національної гуманітарно-технічної еліти
417. Проблеми трибології
418. Проблеми трудової і професійної підготовки
419. Проблеми формування відкритої економіки України
420. Проблеми харчування
421. Проблеми Чорнобиля
422. Проблемы криобиологии
423. Проблемы машиностроения
424. Проблемы повышения эффективности функционирования предприятий различных форм собственности
425. Проблемы прочности
426. Проблемы специальной электрометаллургии
427. Проблемы старения и долголетия
428. Проблемы старения и долголетия
429. Проблемы управления и информатики
430. Продуктивні сили і регіональна економіка
431. Продуктивні сили України
432. Прометей
433. Промислова ботаніка
434. Промышленная теплотехника
435. Професійна освіта: педагогіка і психологія
436. Професійно-технічна освіта
437. Процессы литья
438. Психологічні перспективи
439. Психологія і суспільство
440. Птахівництво
441. Радиотехника
442. Радиофизика и радиоастрономия
443. Радиофизика и электроника
444. Радиоэлектроника и информатика
445. Радіоелектроніка. Інформатика. Управління
446. Радіоелектронні і комп'ютерні системи
447. Радуга
448. Регіональна бізнес-економіка та управління
449. Регіональна економіка
450. Регіональна історія України
451. Реєстрація, зберігання і обробка даних
452. Релігійна свобода: природа, правові і державні гарантії
453. Ренесансні студії
454. Рибне господарство
455. Рибне господарство України
456. Рибогосподарська наука України
457. Ринок землі
458. Ринок цінних паперів України
459. Ринологія
460. Рідна школа
461. Розведення і генетика тварин
462. Розвідка та розробка нафтових і газових родовищ
463. Рукописна та книжкова спадщина України
464. Русская литература. Исследования
465. Русская словесность в школах Украины
466. Русская филология. Украинский вестник
467. Русский язык и литература в учебных заведениях
468. Садівництво
469. Самостійна Україна
470. Сверхтвердые материалы
471. Свинарство
472. Світогляд
473. Свічадо
474. Сейсмологічний бюлетень України
475. Селекція і насінництво
476. Середньовічна Україна
477. Серце і судини
478. Серцево-судинна хірургія
479. Системні дослідження та інформаційні технології
480. Сіверщина в історії України
481. Сіверянський літопис
482. Сільськогосподарська мікробіологія
483. Січеславський альманах
484. Слово і Час
485. Слово у мові та тексті
486. Слов'янський світ
487. Слов'янські обрії
488. Современная электрометаллургия
489. Современные проблемы токсикологии
490. Социально-экономические аспекты промышленной политики
491. Соціальна політика і соціальна робота
492. Соціальна психологія
493. Соціальні виміри суспільства
494. Соціально-економічні дослідження в перехідний період
495. Соціально-економічні проблеми сучасного періоду України
496. Соціогуманітарні проблеми людини
497. Соціологія: теорія, методи, маркетинг
498. Соціум
499. Спеціальні історичні дисципліни: питання теорії та методики
500. Статистика України
501. Сторінки воєнної історії України
502. Стратегічна панорама
503. Стратегічні пріоритети
504. Студії з ономастики та етимології
505. Студії мистецтвознавчі
506. Судоходство
507. Сучасна гастроентерологія
508. Сучасна українська політика
509. Сучасне птахівництво
510. Сучасні інформаційні технології та інноваційні методики навчання в підготовці фахівців: методологія, теорія, досвід, проблеми
511. Сучасні проблеми архітектури та містобудування
512. Сучасність
513. Східний світ
514. Сходознавство
515. Таврический вестник информатики та математики
516. Таврійський медико-біологічний вісник
517. Таврійський науковий вісник
518. Тваринництво України
519. Тектоніка і стратиграфія
520. Теоретико-методичні проблеми виховання дітей та учнівської молоді
521. Теоретическая и экспериментальная химия
522. Теория и практика металлургии
523. Теория оптимальних решений
524. Теория случайных процессов
525. Теорія і практика інтелектуальної власності
526. Теорія і практика управління соціальними системами: філософія, психологія, педагогіка, соціологія
527. Теорія ймовірностей та математична статистика
528. Теорія оптимальних рішень
529. Теорія та методика фізичного виховання
530. Теорія та практика державного управління
531. Термоелектрика
532. Техническая диагностика и неразрушающий контроль
533. Техническая механика
534. Техніка АПК
535. Технічна електродинаміка
536. Технологические системы
537. Технология и конструирование в электронной аппаратуре
538. Технология приборостроения
539. Технологія і техніка друкарства
540. Трибуна
541. Труди Фізико-технічного інституту низьких температур ім. Б. І. Вєркіна НАН України
542. Трудова підготовка в закладах освіти
543. Труды Института проблем материаловедения им. И. Н. Францевича НАН Украины
544. Труды Институту прикладной математики и механики
545. Труды Никитского ботанического сада
546. ТЭК
547. Углехимический журнал
548. Уголь Украины
549. Удосконалювання турбоустановок методами математичного і фізичного моделювання
550. Украинский химический журнал
551. Україна в Центрально-Східній Європі
552. Україна Соборна
553. Україна ХХ ст.: культура, ідеологія, політика
554. Україна: аспекти праці
555. Україна: культурна спадщина, національна свідомість, державність
556. Україна-НАТО
557. Українознавство
558. Українська біографістика
559. Українська історична та діалектна лексика
560. Українська керамологія
561. Українська культура
562. Українська література в загальноосвітній школі
563. Українська мова
564. Українська мова і література в школі
565. Українська мова й література в середніх школах, гімназіях, ліцеях та колегіумах
566. Українська національна ідея: реалії та перспективи розвитку
567. Українська термінологія і сучасність
568. Українське релігієзнавство
569. Український археографічний щорічник
570. Український біохімічний журнал
571. Український ботанічний журнал
572. Український визвольний рух
573. Український вісник психоневрології
574. Український географічний журнал
575. Український журнал гематології та трансфузіології
576. Український журнал дерматології, венерології, косметології
577. Український журнал екстремальної медицини ім. Г.О. Можаєва
578. Український історичний журнал
579. Український історичний збірник
580. Український кардіологічний журнал
581. Український керамологічний журнал
582. Український математичний журнал
583. Український медичний часопис
584. Український метрологічний журнал
585. Український нейрохірургічний журнал
586. Український пульмонологічний журнал
587. Український радіологічний журнал
588. Український ревматологічний журнал
589. Український селянин
590. Український соціум
591. Український терапевтичний журнал
592. Український фізичний журнал
593. Український хіміотерапевтичний журнал
594. Українсько-македонський науковий збірник
595. Управление экономикой переходного периода
596. Управляющие системы и машины
597. Урологія
598. Успехи физики металлов
599. Фармацевтичний журнал
600. Физика и техника высоких давлений
601. Физика низких температур
602. Физико-технические проблемы горного производства
603. Физиология и биохимия культурных растений
604. Фізика живого
605. Фізика і хімія твердого тіла
606. Фізика конденсованих систем
607. Фізика напівпровідників, квантова електроніка та оптоелектроніка
608. Фізика та астрономія в школі
609. Фізико-математичне моделювання та інформаційні технології
610. Фізико-хімічна механіка матеріалів
611. Фізичне виховання в школі
612. Фізичні методи та засоби контролю середовищ, матеріалів та виробів
613. Фізіологічний журнал
614. Фізіологічно активні речовини
615. Філософія. Антропологія. Екологія
616. Філософська думка
617. Філософські обрії
618. Філософсько-антропологічні студії
619. Фінанси України
620. Фітотерапія
621. Формування ринкових відносин в Україні
622. Фундаментальные и прикладные проблемы черной металлургии
623. Функціональні матеріали
624. Харківська хірургічна школа
625. Херсонесский сборник
626. Химия и технология воды
627. Хімічна промисловість України
628. Хімія, фізика і технологія поверхні
629. Холодильна техніка і технологія
630. Цитология и генетика
631. Цукрові буряки
632. Часопис Київського університету права
633. Чорнобиль і соціум
634. Шашкевичіана
635. Шкільна бібліотека
636. Шлях освіти
637. Шпитальна хірургія
638. Штучний інтелект
639. Экологическая безопасность прибрежной и шельфовой зон и комплексное использование ресурсов шельфа
640. Экономика и право
641. Экономика и управление
642. Экономика Крыма
643. Экономические проблемы и перспективы стабилизации экономики Украины
644. Экотехнологии и ресурсосбережение
645. Электроника и связь
646. Электронное моделирование
647. Энергосбережение
648. Энергосбережение. Энергетика. Энергоаудит
649. Энерготехнологии и ресурсосбережение
650. Эниология
651. Юридична Україна
652. Юридичний журнал
653. Ядерна та радіаційна безпека
654. Ядерна фізика та енергетика